# 加藤条治

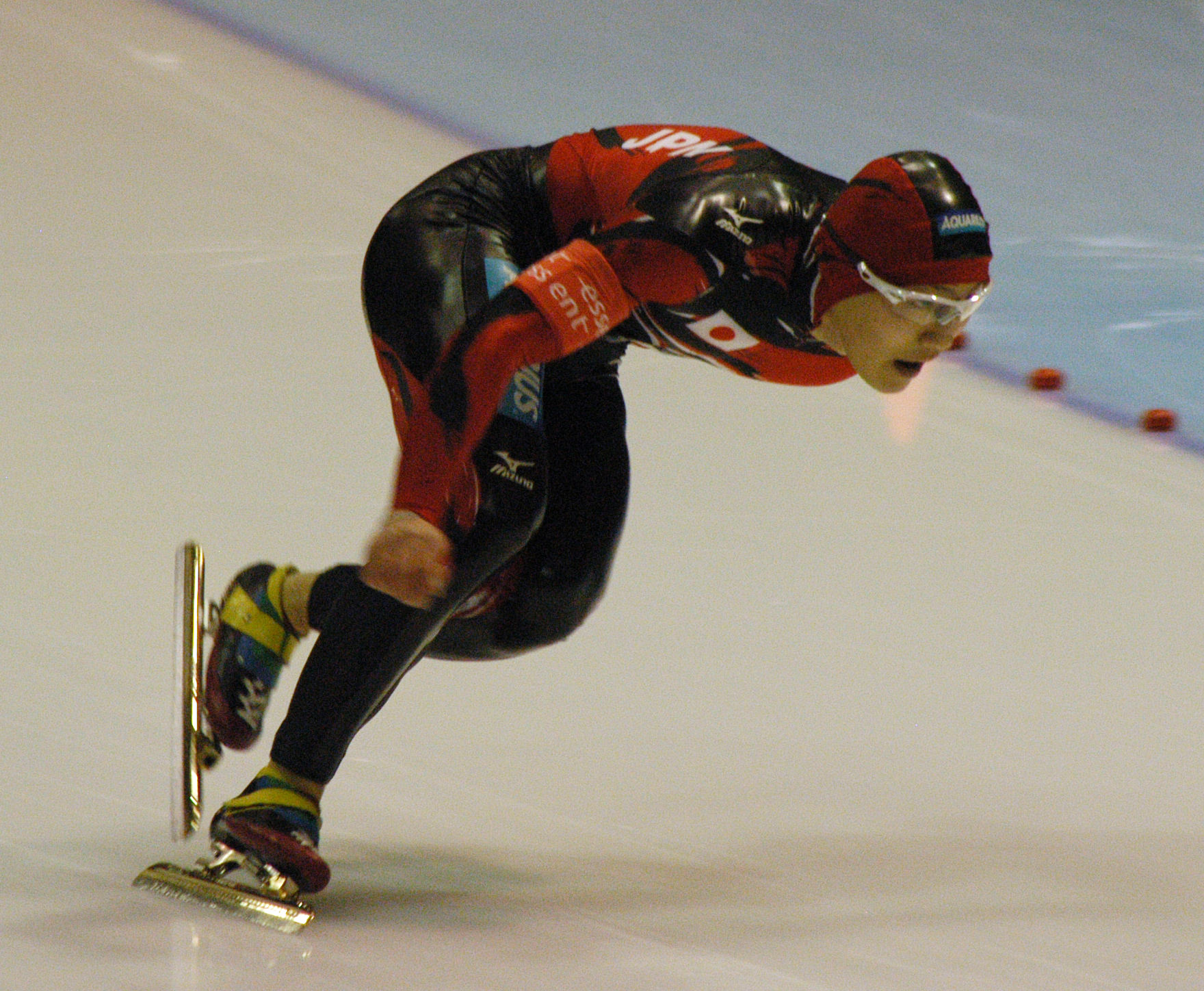
2008年ワールドカップ(ヘーレンフェーン)

加藤 条治（かとう じょうじ、1985年2月6日 - ）は、日本のスピードスケート選手。山形県山形市出身。一般財団法人 博慈会所属。
2010年バンクーバーオリンピック・スピードスケート男子500m銅メダリスト。2006年トリノオリンピック（6位）、2014年ソチオリンピック（5位）、2018年平昌オリンピック（6位）と、冬季オリンピックでは4大会連続で6位以内の入賞を果たしている。

## 略歴
四人兄弟の末っ子。兄たちの影響でショートトラックからスケートを始め、その後スピードスケートに転向。北海道や長野県の選手が多数を占めるスピードスケート界では珍しい山形市出身。
山形中央高時代、インターハイ男子500mで三連覇を達成。日本人選手として史上初めて高校3年時にスピードスケート・ワールドカップ（W杯）代表に選ばれ、2002年12月に初出場した長野大会で3位入賞。その翌週に中国・ハルビンで行われたW杯では、当時日本スケート界の第一人者だった清水宏保を破り、2位に入る。2003年1月のソルトレイクシティ大会では34秒88の世界ジュニア新記録を樹立し、同年に34秒75まで更新した。高校生ながらデビュー以来W杯の表彰台に上がり続け、卒業後は三協精機へ入社。
2005年3月にドイツ・インツェルの屋外リンクで行われた世界距離別選手権で優勝し、2位に入った清水宏保とともに2006年トリノオリンピック代表に内定。2005年11月、アメリカ・ソルトレイクシティのユタ・オリンピックオーバルで行われたW杯で、清水の持つ世界記録34秒32をおよそ5年ぶりに更新する34秒30の男子500m世界新記録（当時）をマークし、W杯自身初優勝を果たした。
世界記録保持者として臨んだ2006年トリノオリンピックではメダル候補として期待されるも、1回目の500mで11位と大きく出遅れたのが響き、2回目では4位に入るも、総合6位入賞に留まった。
500m世界記録は、現在、カナダ人選手ジェレミー・ウォザースプーン（34秒03）が保持している。（自己ベストは2013年の世界スプリント選手権で記録した34秒21で、これは現在の日本記録である。）
2008年-2009年シーズンの後半には大スランプに陥る。コーナーで右足が置けなく等の症状が出て、過去に何人もの選手が引退に追い込まれた奇病「（足が）ブラブラ（する）病」の疑いがあった。治るか治らないかギリギリの状態ではあったが、オフは練習に明け暮れた。そのうちに右半身の筋力が極端に落ちていたことがわかり、体のバランスを矯正。オリンピックの代表権を手に入れた。
2010年バンクーバーオリンピック、スピードスケート男子500mでは総合で3位に入り、自身冬季オリンピック初めての銅メダルを獲得した。
2011年、ワールドカップ、500ｍで、総合3位。
2012年、ワールドカップ、500ｍで、総合5位。
2013年、ワールドカップ、500ｍで、総合2位。
2014年ソチオリンピックでは、スピードスケート男子500mの種目で2大会連続のメダル獲得が期待されたが、総合5位入賞に終わった。
現役は続行するが、2018年平昌オリンピックを見据えて翌シーズンは休養した。
2016年6月に現役選手のまま、所属する日本電産サンキョースピードスケート部の選手兼任監督に就任する。
2017年3月、所属の日本電産サンキョーを退職し、移籍先を探していたが、9月4日に博慈会記念総合病院への所属が発表され、平昌オリンピックを目指すことになった。
2017年12月30日、翌2018年平昌オリンピック・男子スピートスケート日本代表に内定。自身4大会連続4度目の冬季オリンピック出場を決めた。
2018年2月19日、平昌オリンピック・スピードスケート男子500mでは2大会振りのメダルを狙うも、スタートでフライングを取られ、号砲後も第1カーブでのミスが致命傷となり、結果6位入賞に留まったが、加藤自身冬季五輪では4大会連続の入賞を果たす。ゴール後の加藤は「悔しいのは大前提だが、すがすがしい気持ち。これが今の実力で自分の未熟さが出た」と言いつつも、「まだ上に行く力は十分ある。チャンスがあれば続けたい」と満足げな笑顔を浮かべながらインタビューに応じていた。
2022年3月29日に現役引退を表明、現在は博慈会の職員として活動している。

## プレースタイル
天才肌と評され、氷上でのバランス感覚に優れており、「カーブを駆け抜ける」とまで言われる世界屈指のコーナーワークを可能にしている。
清水宏保はロケットスタートを活かして記録を出すタイプであるのに対し、加藤はショートトラックの経験を活かしたコーナーワークが持ち味である。スピードスケート選手としては、技術と瞬発力はあるが持久力に欠けるため典型的な「500m専門型」であり、1000m以上の中・長距離では好タイムはあまり期待できない。ワールドカップ通算優勝回数は14回。(500m13回、100m1回。2012年-2013年シーズン終了時点)

## プロフィール
- 山形県山形市出身
- 身長：165cm　体重：61kg
- 山形市立滝山小学校出身
- 山形市立第六中学校出身
- 山形中央高等学校出身
- 日本電産サンキョー所属
- 一般財団法人　博慈会所属　2017．9～
- 種目　スピードスケート・ロングトラック（500m、1000m）

## 人物
- 幼少期の木登りにより足底筋が異常に発達、このため現在では土踏まずが無く「扁平足」のようになっている。この特異な足がクッションの役割を果たし、コーナーでのバランスの良さにつながっている。
- 生まれつき足首やひざの関節が弱く、コーナーを回る際に、腰をコーナー内側に入れた独特の姿勢を取ることができる。駆け抜けるようにカーブを滑ることができるのは、この時の姿勢が安定しているからである。
- タレントの安田裕己（安田大サーカスリーダー）と親交があり、食事を共にする仲であるとのこと[10]。

## 主な戦績
| 年   | 冬季オリンピック | 世界距離別選手権 | 世界スプリント選手権 | ISUワールドカップ                              |
| ---- | ---------------- | ---------------- | -------------------- | ---------------------------------------------- |
| 2003 |                  | 12位 (500m)      |                      | 総合3位 (500m) 総合24位 (1000m)                |
| 2004 |                  | 15位 (500m)      | 7位                  | 総合3位 (100m) 総合8位 (500m)                  |
| 2005 |                  | 優勝 (500m)      | 9位                  | 総合4位 (100m) 総合2位 (500m) 総合34位 (1000m) |
| 2006 | 6位 (500m)       |                  | 28位                 | 総合6位 (500m)                                 |
| 2007 |                  | 6位 (500m)       |                      | 総合4位 (100m) 総合9位 (500m)                  |
| 2008 |                  | 3位 (500m)       |                      | 総合3位 (100m) 総合7位 (500m)                  |
| 2009 |                  | 12位 (500m)      |                      | 総合7位 (100m) 総合6位 (500m)                  |
| 2010 | 3位 (500m)       |                  |                      | 総合9位 (500m)                                 |
| 2011 |                  | 2位 (500m)       |                      | 総合3位 (500m)                                 |
| 2012 |                  | 4位 (500m)       | 8位                  | 総合5位 (500m)                                 |
| 2013 |                  | 2位 (500m)       | 22位                 | 総合2位 (500m)                                 |
| 2014 | 5位 (500m)       |                  |                      |                                                |
| 2018 | 6位 (500m)       |                  |                      |                                                |

## 脚註
1. ↑  加藤 条治 (スピードスケート) - 平昌オリンピック2018 - JOC
2. ↑  日刊スポーツ2014年1月22日北海道版18面「全国高校スケート3連覇達成者」より
3. ↑  この記録は現在ローラン・デュブレイユが保持している。
4. ↑  加藤　悔しい銅も「ギリギリ合格かな」スポーツニッポン2010年2月17日号
5. ↑  加藤条治が来季休養　平昌五輪金へ決断日刊スポーツ 2014年5月11日
6. ↑  【平昌五輪】加藤条治は6位入賞 Sスケート男子500、4大会連続入賞果たす山形新聞 2018年2月19日
7. ↑  さびぬ33歳…加藤条治、執念6位 メダルまで0・18秒　スピードスケート男子500産経新聞ニュース 2018年2月20日
8. ↑  日刊スポーツ（2022年3月29日）
9. ↑  矢内由美子「加藤条治 金メダルへの“壮大な実験”」『Sports Graphic Number』第35巻第1号、文藝春秋、2014年1月16日、99頁。
10. ↑  安田団長、加藤「感動ありがとう！飯行こう」 Archived 2010年2月18日, at the Wayback Machine. サンケイスポーツ 2010年2月17日閲覧